# Manuel Junglas
Manuel Junlgas (Colonia, 31 gennaio 1989) è un calciatore tedesco, centrocampista del Viktoria Birkesdorf.

## Palmarès

### Club

#### Competizioni nazionali
- 3. Liga: 1

Arminia Bielefeld: 2014-2015